# Ericus Aurivillius
Ericus Aurivillius, född 31 juli 1643 i Knutby socken, Uppsala län, död 5 februari 1702, var en svensk jurist och språkforskare. Han utgav den första svenska språkläran.
Ericus Aurivillius var son till riksdagsmannen och kontraktsprosten Olaus Aurivillius och hans hustru Barbara (Barbro) Cassiopæa (1610–1679). Han studerade vid Uppsala universitet, där han 1684 blev professor i romersk rätt. Vårterminerna 1691 och 1700 var han rektor vid universitetet; på den tiden uppbars ämbetet terminsvis av särskilt framstående professorer.
År 1684 skrev han Grammaticæ svecanæ specimen, men den förblev handskrift i två hundra år. Först 1884 kom den i tryck av G. Stjärnström. År 1693 skrev han den första fonetiken över svenska språket som även innehåller rättstavningslära, Cogitationes de lingvæ Svionicæ.
Han gifte sig 1681 med Johannes Loccenius dotter, Anna Loccenia.